# Rabii Regani
Rabii Regani (ur. 25 marca 1998) – marokański zapaśnik walczący w stylu wolnym. Brązowy medalista mistrzostw Afryki w 2019. Wicemistrz Afryki juniorów w 2016 roku.